# Коллекторная улица (Киев)
Коллекторная улица (укр. Колекторна вулиця) — улица в Дарницком районе города Киева, посёлка Бортничи, местности Осокорки (жилмассив) и Нижние сады (посёлок Осокорки). Пролегает от Харьковской площади до улицы Центральная (где примыкает улица Масловка).
Примыкают улица Каменская, переулки Высоковольтный и Коллекторный, улицы Вырлицкая, Софии Русовой и Григория Ващенко. Также примыкает несколько проездов в Нижних садах.

## История
Улица возникла в 1950-е года под названием Новая. Современное название с 1957 года.

## Застройка
Улица начинается от Харьковской площади в посёлке Бортничи, идёт юго-восточнее и южнее озера Вырлица. Далее — севернее озёр Тяглое и Небреж по жилому массиву Осокорки, где появились новые улицы (что на севере и жилая застройка в начале 2010-х годах). Заканчивается улица на территории садово-дачных участков Нижние сады (посёлок Осокорки). Застройка улицы представлена промзоной (Бортническая станция аэрации).
По состоянию на сентябрь 2021 года сквозного проезда по улице нет.